# Insiders: Escape Plan
Pour plus de détails, voir Fiche technique et Distribution.
Insiders: Escape Plan (Plan de Fuga) est un film de casse espagnol écrit et réalisé par Iñaki Dorronsoro, sorti en 2017.

## Synopsis
Victor est un cambrioleur doué dans la perforation des murs. Mystérieux et solitaire, jamais démasqué, son long palmarès de casses réussis attire la mafia russe qui lui propose de réaliser le hold-up du siècle. Lors d'un braquage, il devra forer l'unique porte de sortie qui permettra aux autres braqueurs de s'enfuir du coffre-fort d'une banque internationale. Il accepte leur plan mais sa véritable identité est mise en danger lorsqu'il est reconnu par le chauffeur du fourgon impliqué dans le coup...

## Fiche technique
- Titre : Insiders: Escape Plan
- Titre original : Plan de Fuga
- Réalisation et scénario : Iñaki Dorronsoro
- Musique : Pascal Gaigne
- Photographie : Sergi Vilanova
- Production : Atresmedia Cine
- Sociétés de production  :  LaZona Films, Runaway Productions et Atresmedia Cine
- Sociétés de distribution : Condor Entertainment(Espagnol) ; TF1 Vidéo (France)
- Pays d'origine :  Espagne
- Langue originale : espagnol
- Format : couleur
- Genre : Thriller, film de casse
- Durée : 101 minutes
- Dates de sortie  :
  -  Espagne : 28 avril 2017
  -  France : 27 mars 2018 (DVD)

## Distribution
- Alain Hernández : Víctor
- Javier Gutiérrez : Rápido
- Alba Galocha : Helena
- Itziar Atienza : Marta
- Luis Tosar : Teniente
- Florin Opritescu : Damir
- Jaroslaw Bielski : Nikolay
- Peter Nikolas : Luka